# عزمي النشاشيبي
عزمي النشاشيبي (1903-1995) إعلامي وكاتب فلسطيني، ولد في مدينة القدس وتلقى تعليمه في الكلية السلطانية في إسطنبول وتخرج منها عام 1917، حاصل على بكالوريوس الأدب والفلسفة من الجامعة الأميركية في بيروت عام 1919 ودبلوم الصحافة والعلوم السياسية من جامعة لندن عام 1930. كان أول فلسطيني يحصل على دبلوم صحفي من بريطانيا.
حصل على جائزة الإستقلال الأردني عام 1945 وجائزة MBE (عضو الإمبراطورية البريطانية) من الحكومة البريطانية عام 1946، تُوُفِّي عام 1995.

## مناصبه
شغل النشاشيبي العديد من المناصب منها:
| الرقم | المنصب                                                                                       | السنة | الرقم | المنصب                                                                     | السنة |
| ----- | -------------------------------------------------------------------------------------------- | ----- | ----- | -------------------------------------------------------------------------- | ----- |
| 1     | محرر لمجلة فلسطين الأسبوعية الإنجليزية التي كانت تصدر في يافا.                               | 1929  | 2     | سكرتير الوفد الفلسطيني الرابع إلى لندن.                                    | 1930  |
| 3     | مسؤولاً محليًا لدى السلطات البريطانية.                                                         | 1931  | 4     | عضو في نادي الروتاري ورئيساً له.                                            | 1932  |
| 5     | ملحق صحفي للقنصلية البريطانية العامة في بيروت.                                               | 1938  | 6     | مساعد مسؤول الإعلام العام والرقيب الصحفي المسؤول عن منطقة يافا وتل الربيع. | 1940  |
| 7     | مراقباً للبرامج والدعاية العربية في هيئة الإذاعة والتلفزيون الفلسطينية.                       | 1944  | 8     | عضو في النادي الرياضي الإسلامي في يافا.                                    | 1944  |
| 9     | محافظ رام الله بقرار من الملك عبد الله الأول.                                                | 1948  | 10    | رئيس الوفد الأردني إلى لجنة الهدنة المختلطة.                               | 1949  |
| 11    | عضو الحكومة الأردنية في الخمسينيات لكنه استقال منها إحتجاجاً على إنضمام الأردن إلى حلف بغداد. | 1955  |       |                                                                            |       |

## مؤلفاته
ألَّف كتابين هما:
1. من القدس إلى لندن وطُبِع عام 1947.
2. من القدس الشريف إلى النَّجف الأشرف وطُبِع عام 1950.